# Evald Aav

Evald Aav (1900. március 7. (Julián naptár szerint: február 22.), Tallinn, Észt Kormányzóság, Orosz Birodalom — 1939. március 21., Tallinn, Észtország) észt késő romantikus zeneszerző, karnagy, az észt nemzeti opera megteremtője. Körülbelül ötven kórusművet írt. Zenei stílusára Csajkovszkij volt a legnagyobb hatással. Művészetét a gazdag dallamvilág és a nacionalizmus jellemzi. Arra törekedett, hogy műveinek hangzása „északias”, „érzelmes” és „folyékony” legyen. Festőként és szobrászként is tevékenykedett.

## Élete
Aav 1900-ban született az orosz fennhatóság alá tartozó Észt Kormányzóságban. Édesapja Mihkel Aav (1861—1933). Édesanyját korán elvesztette. Fiatalon segített a családját eltartani és a kikötőben dolgozott, az iskoláit esti iskolában végezte. Zongorázni a kor híres zongoratanárának, a Tallinni Konzervatórium zongoratanszakának vezetőjének, Helmi Viitol-Mohrfeldti-nek magántanítványaként tanult meg. A zeneelméletet a fiatal tudóstól, Anton Kasemets-től tanulta. A Tallinni Zeneművészeti Főiskolán Artur Kapp zeneszerzés osztályába járt és 1926-ban szerzett diplomát. 
1916 és 26 között az Észt Nemzeti Opera (Rahvusooper Estonia vagy röviden Estonia) férfikarának tagja. 1924–27 között a Tallinni Katonai Iskola kórusát és zenekarát, 1929–36 között a Nemzetközi Észt Ifjúsági Szövetség tallinni részlegének kórusát, 1934–39 között az általa alapított Észt Énekesek férfikarát és 1937–39 között a Tallinni Ifjúsági Zenei Társaság vegyeskarát vezette. 1932–39 között az Észt Szerzői Jogi Szövetség munkatársa, 1932–36 között az Észt Kulturális Alapítvány zenei és kiadási szerkesztője. 1930–1939 között Muusikaleht (Zenelap) című folyóirat szerkesztője és az Észt Énekesek Uniójának tagja.
1926-ban feleségül vette Ida Loo-t (később Ida Loo-Talvari) koloratúrszoprán operaénekesnőt, akitől 1937-ben elvált.
1928. szeptember 8-án mutatták be a sógora, Voldemar Loo librettójára írt háromfelvonásos történelmi operáját, A vikingeket az Észt Nemzeti Operában, Tallinnban. A darabot Hanno Kompus rendezte. A szereplők között volt Aav felesége is.
1938-ban a XI. Ének Fesztivál vezető karnagya. Számos műve csendült fel ezen és a hasonló fesztiválokon.
1939-ben az észt Vöröskereszt szervezet az Észt Vöröskereszt negyedik osztályú érdemérme kitüntetést adományozta a zeneszerzőnek humanitárius tevékenységének elismeréseként.
Alig 39 évesen, 1939. március 21-én hunyt el Tallinnban. Március 25-én helyezték örök nyugalomra a tallinni Erdőtemető (Metsakalmistu) régi temetőrészén, a zeneszerzők parcellájának 82. sírhelyén.
1943-ban, nővére, Frida Rukki (született Frieda Annette Julie Aav, 1887—1968) Evald Aav Ösztöndíjat alapított a Tallinni Konzervatóriumban, melynek első nyertese Heimar Ilves zeneszerző, zenepedagógus volt.

## Művei
Az EMIC hivatalos listája alapján.

### Színpadi művek
- A vikingek (Vikerlased, háromfelvonásos opera, 1928)
- Juta (kísérőzene Anton Jürgenstein verses drámájának színházi előadásához, 1925)
- Peer Gynt (kísérőzene Henrik Ibsen drámájának színházi előadásához)

### Zenekari művek
- Zenei képek A vikingek operából (Muusikalised pildid ooperist Vikerlased, szvit, 1933)
- Szeretett ösvényem (Meil aiaäärne tänavas, 4 kürtre és vonószenekarra, 1933)
- Koncertkeringő (Kontsertvalss, 1934)
- Élet (Elu, szimfonikus költemény, Bemutató: 1934. február 25.)
- D-moll szimfónia (Sümfoonia d-moll, 1. Allegro; 2. Andante; 3. Scherzo. Labajalg; 4. Finale. Allegro, Bemutató: 1939. március 17.)
- Ősi észt induló (Vanade eestlaste marss, rézfúvósokra)
- Juta panasza (Juta kaebelaul, átirat A vikingek című operából, fúvószenekarra)
- Asz-dúr ünnepi induló (Pidulik marss As-duur, fúvoszenekarra)
- Desz-dúr ünnepi induló (Pidulik marss Des-duur, fúvoszenekarra)
- B-dúr katonai ünnepi induló vagy Rendőri ünnepi induló (Sõjaväe pidulik marss B-duur vagy Politsei pidulik marss, fúvoszenekarra)

### Egyéb hangszeres művek
- Melódia (Idill) (Meloodia (Idüll), hegedűre és zongorára, 1937)
- Tánc (burleszk) (Tants (burlesk), hegedűre és zongorára)
- G-moll andante (Andante g-moll, etűd szólózongorára, 1917)
- Fortepianóra (Forte-pianole, zongorára, 1918)
- B-moll prelűd (Prelüüd b-moll, zongorára, 1926)
- C-dúr zongoraszonáta (Klaverisonaat c-duur, 1926)
- Két prelűd (Két plasztikus tánc) (Kaks prelüüdi (Kaks plastilist tantsu), 1. Aggodalom; 2. Félelem, zongorára, 1936)
- 2 észt tánc (2 eesti tantsu, 1. Polka; 2. Labajalg, zongorára, 1936)
- A-moll ballada (Ballaad a-moll, zongorára, 1936)
- G-moll emléklap (Album oldal) (Mälestusleht g-moll (Albumileht), zongorára)
- Lento (Melódia) (Lento (Meloodia), zongorára)
- Fantasztikus tánc (Fantastiline tants, zongorára)
- Etűd No. 2 (Etüüd No. 2, zongorára)

### Kórusművek
- Védd meg hazám, Uram (Kaitse, Jumal, mu isamaad, kantáta vegyeskarra és szimfonikus zenekarra, 1925)
- Hazám dala (Laul kodumaast, vegyeskarra és zongorára, 1937, Szöveg: Siim Jõgever)
- Sors, légy nagylelkű (Saatus, ole helde, vegyeskarra és zongorára, Szöveg: népi eredetű)
- A tavasz üdvözlése (Tervitus kevadele, szoprán vagy tenor és zongora, 1931, Szöveg: Henrik Visnapuu)
- Nem tudom (Ma ei tea, ének és zongora, 1923)
- A fülemüle halála (Ööbiku surm, ének és zongora, 1921, Szöveg: Anna Haava)
- Tengeri madár (Merilind, ének és zongora, 1921, Szöveg: Marie Under)
- Fiatal szerelem (Noor armastus, ének és zongora, 1921, vegyeskarra, 1935, Szöveg: Gustav Suits)
- Anya sírján (Ema haual, ének és zongora, 1920)
- Lefelé nézni (Mahavaade, ének és zongora, 1917, Szöveg: J. Järv)
- Ó kedves hölgy, hallj engem (Oh armas neiu, kuule mind, ének és zongora, 1917)
- Várok rád (Sind ootan, ének és zongora, 1917)
- Arcod (Su pale, ének és zongora, 1917)
- Nyaram (Mu sui, ének és zongora, Szöveg: Mart Lekstein)
- Egyetlen fohász (Ainus palve, ének és zongora, Szöveg: Henrik Visnapuu)
- De üldözték bántó szavak (Aga kihutas sõnul haavama, ének és zongora, Szöveg: Henrik Visnapuu)
- Méhek (Mesilased, ének és zongora, Szöveg: Marie Under)
- Jönnék (Ma tuleks, ének és zongora, Szöveg: Gustav Suits)
- Gyengéden, csendesen nézett (Pehmelt tasakesi vaatas, ének és zongora)
- Nőj, gyenge növény (Tõuse, taime õrnake, ének és zongora)
- Ó mily nehéz messze vándorolni (Ah, mis raske ilmas rännata, ének és zenekar, Szöveg: Anna Haava)
- Reggeli dal (Hommikulaul, vegyeskarra, 1938, Szöveg: Siim Jõgever)
- Jégeső (Rahe, férfikarra vagy vegyeskarra, 1937, Szöveg: Mart Raud)
- Anyának (Emale, vegyeskarra, 1936, Szöveg: Evald Aav)
- Hazám megszentelt földje (Sa minu püha kodumaa pind, vegyeskarra, 1935, Szöveg: Anna Haava)
- Észak gyermekei (vagyunk) ((Me oleme) põhjamaa lapsed, vegyeskarra és férfikarra, 1934, Szöveg: Anna Haava)
- Ifjak kora (Nooruse aeg, férfikarra vagy vegyeskarra, 1933, Szöveg: Gustav Suits)
- Dalnok (Laulik, vegyeskarra, Szöveg: népi eredetű)
- Távoli hitves (Kaasa kaugel, vegyeskarra, Szöveg: népi eredetű)
- Bús dal (Murelaul, vegyeskarra, Szöveg: népi eredetű)
- Dudanóta (Torupillilugu, vegyeskarra, Szöveg: Marie Under)
- Nem értem (Ei saa aru, vegyeskarra, Szöveg: Juhan Liiv)
- Nőj meg (Las kasvame, vegyeskarra, Szöveg: Gustav Suits)
- Ifjúság dala (Noorte laul, vegyeskarra, Szöveg: Henrik Visnapuu)
- Eokene, eo-eo (vegyeskarra, Szöveg: Henrik Visnapuu)
- Szeretett ösvényem (Meil aiaäärne tänavas, vegyeskarra, Szöveg: Lydia Koidula)
- Reggel (Hommik, vegyes-, férfi- és nőikarra, Szöveg: Juhan Liiv)
- Eltűnt az éjszakában (Öösse ära kadus, vegyes-, férfi- és nőikarra, Szöveg: Juhan Liiv)
- Komló (Humal, férfikarra vagy vegyeskarra, Szöveg: népi eredetű)
- Ideje életet adni (Aeg antud elada, vegyeskarra, Szöveg: Gustav Suits)
- Rabszolga panasza (Orja kaebelaul, vegyeskarra, Szöveg: népi eredetű)
- A föld virul és a tenger üvölt (Õitse maa ja müha meri, vegyeskarra, Szöveg: Karl Eller)
- Az érzés, mely mindenkit egyesít (On tunne, mis tuhandeid ühendab, vegyeskarra, Szöveg: R. Tiidosoo)
- Sellők kórusa (Näkineidude koor női karra, a Juta című színdarabból, Szöveg: Anton Jürgenstein)
- A dal ereje (Laulu võim, férfikarra, Szöveg: Juhan Liiv)
- Hölgynek (Neiule, férfikarra, Szöveg: Juhan Liiv)
- Saját sziget (Oma saar, férfikarra, Szöveg: Gustav Suits)
- Fazekas és agyag (Pottsepp ja savi, férfikarra, Szöveg: Juhan Liiv)
- Szeretnék elénekelni egy dalt (Ühte laulu tahaks laulda, férfikarra, Szöveg: Gustav Suits)
- Világosodik (Kirgastus, férfikarra, Szöveg: Mart Raud)
- Harci dal (Sõjalaul, férfikarra, A vikingek című operából)
- Szó, szó (Sõna, sõna, férfikarra, Szöveg: Endel Loo)

## Fordítás
Ez a szócikk részben vagy egészben az Evald Aav című észt Wikipédia-szócikk ezen változatának fordításán alapul.  Az eredeti cikk szerkesztőit annak laptörténete sorolja fel. Ez a jelzés csupán a megfogalmazás eredetét és a szerzői jogokat jelzi, nem szolgál a cikkben szereplő információk forrásmegjelöléseként.

## Külső hivatkozások
- Részlet A vikingek című operából: Olavi áriája
- Részlet A vikingek című operából: Katonakórus: Menjünk, menjünk! (Sõdalaste koor: Läki, läki!)